# 1. DOL 2020-2021 (damer)
1A. DOL 2020-2021 spelades under perioden 18 september 2020-17 april 2021 och var tredje upplagan av 1A. DOL under dess nuvarande namn. Den spelades med formatet seriespel följd av cupspel. I cupspelet ingick även de två bäst placerade lagen i näst högsta serien. De bäst placerade lagen i grundserien gick in senare i cupspelet där segraren blev slovensk mästare i volleyboll för damer.
OK Kamnik blev mästare genom att i finalen besegra OK Branik med 3-0 i matcher. OK SIP Šempeter blev trea genom att besegra OK HIT Nova Gorica i match om tredjepris (de vann bägge matcherna i ett dubbelmöte).  
 OK Kamnik vann även grundserien, där de vann 20 av 21 matcher.